# Carles Gumersind Vidiella i Esteba
Carles Gumersind Vidiella i Esteba (Arenys de Mar, 1856 - Barcelone, 1915) aux côtés de Enrique Granados, Joaquim Malats et Ricardo Viñes est l'une des figures éminentes du piano en Catalogne à la fin du XIXe siècle et au début du XXe siècle. Il a également composé pour son instrument.

## Biographie
Quand il a eu quatre ans, sa famille s'est installée à Barcelone, où il avait commencé des études de musique, pour laquelle il a montré de grandes aptitudes. Sa vocation était si grande que son père s'est vu obligé de céder, après avoir essayé de toutes les manières de faire disparaître cette vocation.
En 1878, le jeune Vidiella a reçu une bourse qui lui a permis d'aller à Paris, pour étudier auprès de maîtres de renom comme Antoine-François Marmontel. À 22 ans, il a joué du piano à l'Exposition Universelle de Paris, où il recueillit de grands éloges et de nombreux prix. De retour chez lui, il a participé à des actions de bienfaisance à Barcelone, en organisant des concerts en faveur des victimes d'inondations et de tremblements de terre. En diverses occasions, il a été président de la Societat de Concerts de Barcelone et d'autres sociétés musicales. Il s'est produit dans un grand nombre de concerts très applaudis, dont certains au Grand théâtre du Liceu. Ses interprétations magistrales ont inspiré des poètes tels que Josep Ixart (ca), Francesc Matheu (ca) ou Joan Maragall. En plus de dominer l'art du piano, il a composé diverses œuvres musicales. Il a également donné des leçons de piano à des élèves comme Valdealde (ca), Lluís Millet et Joaquín Nin.
Vidiella, comme Lluís Millet, incarne l'époque platonique du catalanisme, l'époque de la renaissance littéraire et artistique. Homme d'une sensibilité exquise, il interprétait les auteurs avec une fidélité si extraordinaire, qu'il a enthousiasmé Arthur Rubinstein.
Invité par l'« Ateneu Arenyenc », en 1885 il joue au Théâtre Principal d'Arenys de Mar, en faveur des victimes du choléra. De temps en temps, il allait à Arenys de Mar se promener dans les rues, s'arrêtait devant l'édifice qui avait été sa maison et il revenait à Barcelone. Il a aussi passé quelques années à Valldemossa.
En 1908, il a donné sa première composition, au Palais de la musique catalane, et en février 1914 il s'est produit pour la dernière fois au Teatre Romea.
Il est mort subitement en 1915, à Barcelone et, deux ans après était inauguré au Palais de la musique catalane un buste de marbre (de Josep Llimona) en mémoire du grand pianiste. Au-dessus du buste se trouvent les armes d'Arenys. D'autre part, à Barcelone, la façade de son domicile (carrer de Pau Claris, 114) porte une plaque commémorative. À Arenys de Mar, une rue et l'école municipale de musique portent son nom.

## Source
- (ca) Cet article est partiellement ou en totalité issu de l’article de Wikipédia en catalan intitulé « Carles Gumersind Vidiella i Esteba » (voir la liste des auteurs).